# Centro Niemeyer
Het Oscar Niemeyer Internationaal Cultureel Centrum (Spaans: Centro Cultural Internacional Oscar Niemeyer, ook bekend als Centro Niemeyer) is het resultaat van de combinatie van een cultureel complex ontworpen door Oscar Niemeyer en een internationaal cultureel project dat verschillende artistieke en culturele evenementen zoals tentoonstellingen, muziek, theater, dans, film en gastronomie integreert. Het gebouw is gelegen aan de rechteroever van het estuarium van Avilés, in Asturië, Spanje en geopend op 26 maart 2011.
Het centrum wordt getrokken in de omgeving van het estuarium van Avilés, in het stedelijke landschap van de genoemde Villa del Adelantado, zichtbaar, vanwege de overheersende witte kleur en grootte, van verschillende punten en vanuit de lucht .